# Maksim Buculjević
Maksim Buculjević (Novi Sad, 20 settembre 1991) è un pallavolista serbo, palleggiatore dello Ślepsk Suwałki.

## Carriera

### Club
La carriera di Maksim Buculjević inizia nella stagione 2009-10, quando debutta nella Superliga serba con la maglia della Stella Rossa: resta legato al club per sette annate, conquistando cinque scudetti, quattro edizioni della Coppa di Serbia, venendo inoltre insignito del premio di MVP dell'edizione 2015-16, e altrettante della Supercoppa serba.
Gioca per la prima volta all'estero nel campionato 2016-17, trasferendosi in Slovenia all'ACH Volley, impegnata in 1. DOL, vincendo lo scudetto e la Middle European League. Nel campionato successivo partecipa alla Lentopallon Mestaruusliiga finlandese con l'Hurrikaani-Loimaa.
Nella stagione 2018-19 approda nella Efeler Ligi turca col Jeopark Kula, che lascia dopo pochi mesi, trasferendosi in Germania, dove partecipa alla 1. Bundesliga con il Rüsselsheim per il resto dell'annata, mentre nella stagione seguente si accasa nella Volley League greca con il Foinikas Syro.
Per il campionato 2020-21 è nuovamente nella massima divisione turca, questa volta con la neopromossa Altekma, dove rimane per un biennio, facendo quindi ritorno in patria nell'annata 2022-23, quando si accasa nel Vojvodina, in Superliga. Nella stagione 2023-24 gioca nella Polska Liga Siatkówki con lo Ślepsk Suwałki.

### Nazionale
Nel 2009 fa parte della nazionale serba under 19 con cui si aggiudica l'argento al campionato europeo e l'oro al campionato mondiale. Nel 2010, con la nazionale under 20, vince il bronzo al campionato europeo, mentre con quella under 21 conquista il bronzo al campionato mondiale 2011.
Nel 2015 riceve le prime convocazioni in nazionale maggiore, partecipando ai I Giochi europei. In seguito conquista la medaglia d'argento al Memorial Hubert Wagner 2016 e quella di bronzo al campionato europeo 2017.

## Palmarès

### Club
- Campionato serbo: 5

2011-12, 2012-13, 2013-14, 2014-15, 2015-16
- Campionato sloveno: 1

2016-17
- Coppa di Serbia: 4

2010-11, 2012-13, 2013-14, 2015-16
- Supercoppa serba: 4

2011, 2012, 2013, 2014
- Middle European League: 1

2016-17

### Nazionale (competizioni minori)
- Campionato europeo under 19 2009
- Campionato mondiale under 19 2009
- Campionato europeo under 20 2010
- Campionato mondiale under 21 2011
- Memorial Hubert Wagner 2016

### Premi individuali
- 2016 - Coppa di Serbia: MVP